# ジョルジ・ルイス・フレーロ・フィーリョ
ジョルジーニョ（Jorginho）ことジョルジ・ルイス・フレーロ・フィーリョ（Jorge Luiz Frello Filho、1991年12月20日 - ）は、ブラジル・サンタカタリーナ州インビトゥーバ出身のサッカー選手。イタリア代表。CRフラメンゴ所属。ポジションはMF。
名前の"Filho"は英語圏でいう"Jr."を表し、名字ではない。

## クラブ経歴
ブラジルで生まれ、15歳の時（2007年）に祖父母の出身地であるイタリアへ移住した。6歳の時に両親が離婚しており、サッカーはアマチュア選手であった母親から習った。
エラス・ヴェローナFCのユースチームでキャリアをスタートさせ、2010年にトップチームへ昇格。その後ACサンボニファチェーゼへレンタル移籍した。翌年ヴェローナへ復帰し、2011年9月4日、USサッスオーロ・カルチョ戦でデビューした。
昇格したヴェローナの主力として2013-14シーズンに活躍して一躍注目を浴び、2014年1月SSCナポリ移籍が決定。サッリ監督の下で主力として4シーズン半で公式戦160試合に出場し、2017-2018年シーズンには欧州最多となる2860本のパスを成功させるなど、ナポリの優勝争いの原動力ともなった。
2018年7月14日、マンチェスター・シティも獲得に乗り出していたがナポリ時代の恩師マウリツィオ・サッリが監督に就任したプレミアリーグのチェルシーFCへ移籍した。契約期間は5年間で、背番号は5番、移籍金は推定5740万ポンド。プレミアリーグ開幕戦となったハダースフィールド戦にアンカーのポジションで先発出場、ペナルティーキックを成功させ移籍後初ゴールを決めた。
2019-20シーズンは恩師のサッリが退団し、かわりにフランク・ランパードが監督に就任したため出場機会を失うと予想されていたが、変わらずアンカーのポジションにとどまった。2020-21シーズン、UEFAチャンピオンズリーグ決勝のマンチェスター・シティFC戦では効果的なプレーで優勝に貢献した。同シーズンのリーグ戦ではチーム最多となる7ゴールを奪ったが、全てPKでの得点であった。
ユーロとチャンピオンズリーグを制し、本人も受賞の可能性に言及する中、2021年のバロンドール投票結果では3位となった。
プレミアリーグ2022-23シーズン開幕戦、エヴァートン戦でPKを決め、開幕戦の勝利に貢献した。その後のCLグループステージ第4節ミラン戦でもPKを決め、その後のグループステージ首位突破に貢献した。
2023年1月31日、アーセナルFCへの移籍が公式発表された。背番号は20番を着用する。2月4日、22節のエヴァートンFC戦で途中出場しアーセナルデビューを果たした。24節アストン・ヴィラFC戦では同点の後半アディショナルタイムにミドルシュートを放つと、ポストに直撃したボールがGKエミリアーノ・マルティネスに当たって跳ね返り、決勝点となるオウンゴールを演出した。2023年11月29日、CLグループステージ第5戦のRCランス戦でPKを決めてアーセナル移籍後初ゴールを記録した。2024年5月9日、アーセナルと契約延長したことが公式発表された。2025年6月4日、6月30日をもって契約満了によりアーセナルを退団することが公式発表された。
2025年6月6日、CRフラメンゴに加入した。契約期間は3年間で背番号は21番を着用する。なお、アーセナルとの契約は6月30日までであったがフラメンゴが6月14日から開催されるFIFAクラブワールドカップ2025に参加予定でありジョルジーニョが同大会に出場するためにアーセナルは即時の契約解除に応じフリー移籍で加入となった。

## 代表経歴
ブラジルとイタリアの二重国籍のため、ブラジル代表とイタリア代表の両方を選択することが出来た。
2012年からイタリア代表としてU-21代表に招集されている。A代表デビュー戦は2016年3月24日にウーディネで行われたスペイン代表との親善試合で89分にマルコ・パローロと交代で初キャップを記録した。2018 FIFAワールドカップ出場をかけた、スウェーデンとのプレーオフで代表に選出され、第2戦で先発出場しプレーしたが、ワールドカップへの出場を逃した。
2018年9月7日のUEFAネーションズリーグ・ポーランド戦でペナルティーキックを決め、代表初得点を挙げた。
2019年10月12日、UEFA EURO 2020予選のギリシャ戦でPKを成功させ、イタリアを本大会出場へと導いた。UEFA EURO 2020本大会では準決勝スペイン戦のPK戦で5人目のキッカーを務め、このPKを成功させてチームは決勝進出を決めた。決勝のイングランド戦ではPK戦で5人目のキッカーとして登場、決めれば優勝が決まるものであったが失敗してしまう。しかしその後ジャンルイジ・ドンナルンマが相手2人のキックをセーブ、チームは優勝を果たした。
2022 FIFAワールドカップ・ヨーロッパ予選ではスイスとの対戦で2試合連続でPKを外したことが影響し予選2位となり、ヨーロッパ予選プレーオフに回ることとなった。そのプレーオフの1回戦でサッカー北マケドニア代表に0-1と破れ、イタリアはワールドカップへの出場権を逃した。
UEFA EURO 2024に選出

## プレースタイル
中盤の底でプレーし、長短のパスを散らしゲームメイクをするミッドフィールダー。スピードは無いものの味方や相手との距離感を調整し、次のパスコースを予測した上でパスを受けたり、味方にボールを預け相手のマークを剥がしたりといったポジショニング能力、戦術理解力に優れる。2016-17シーズンのカリアリ戦で1試合での欧州最多記録となる180本のパスを成功、2017-18シーズンには欧州最多となる2860本のパスを成功、2018年8月26日のニューカッスル戦では173本中158本のパスを成功させ、パス成功数のチェルシーのクラブ記録を更新するとともにジョルジーニョ一人でニューカッスルのチーム全体のパス成功数（131本）を上回る、同年9月23日のウェストハム戦でイルカイ・ギュンドアンのプレミアリーグ記録（174本）を更新する180本のパスを成功させるなど、パスに関する多数の記録を持つ。ペナルティーキックを得意とし、キックの際には「スキップ」に喩えられる変則的なステップを踏むことでゴールキーパーのタイミングをずらす。

## 評価
恩師であるマウリツィオ・サッリは自身のサッカーの中心にジョルジーニョを据えており、判断力の速さをジョルジーニョの最も重要な能力として評価している。
リオ・ファーディナンドは2019年1月19日のアーセナルとのビッグロンドン・ダービーで解説を務めた際に、アーロン・ラムジーのマンマークにより仕事ができなかったジョルジーニョについて「試合のテンポを作ることができる選手。中央でボールを持ったときは良いプレーをする。」と評価しながらも、この時点でアシスト数が0であることを強調し「ビッグクラブとの試合になると走り回るだけ。守備は上手くないし運動量もなく、守備面でチームに何も貢献できない。ゴール前でも決定的な仕事ができない。」と酷評した。
トゥヘル監督の後を引き継いだポッター監督はチームにとって重要な選手と評価しており、キャプテンに任命しようとするなど評価は高い。

## 人物
すでに息子が3人おり、得点後のセレブレーションで3人の頭文字のアルファベットを指すなど息子想いの父である。

## 個人成績

### クラブ
| クラブ             | シーズン | リーグ         | リーグ戦 | リーグ戦 | カップ戦 | カップ戦 | リーグ杯 | リーグ杯 | 国際大会 | 国際大会 | その他 | その他 | 合計 | 合計 |
| クラブ             | シーズン | リーグ         | 出場     | 得点     | 出場     | 得点     | 出場     | 得点     | 出場     | 得点     | 出場   | 得点   | 出場 | 得点 |
| ------------------ | -------- | -------------- | -------- | -------- | -------- | -------- | -------- | -------- | -------- | -------- | ------ | ------ | ---- | ---- |
| エラス・ヴェローナ | 2011-12  | セリエB        | 30       | 2        | 1        | 0        | -        | -        | -        | -        | 2      | 0      | 33   | 2    |
| エラス・ヴェローナ | 2012-13  | セリエB        | 41       | 2        | 3        | 0        | -        | -        | -        | -        | 0      | 0      | 44   | 2    |
| エラス・ヴェローナ | 2013-14  | セリエA        | 18       | 7        | 1        | 0        | -        | -        | -        | -        | 0      | 0      | 19   | 7    |
| エラス・ヴェローナ | 通算     | 通算           | 89       | 11       | 5        | 0        | -        | -        | -        | -        | 2      | 0      | 96   | 11   |
| ナポリ             | 2013-14  | セリエA        | 15       | 0        | 4        | 1        | -        | -        | -        | -        | 0      | 0      | 19   | 1    |
| ナポリ             | 2014-15  | セリエA        | 23       | 0        | 1        | 1        | -        | -        | 8        | 1        | 1      | 0      | 33   | 1    |
| ナポリ             | 2015-16  | セリエA        | 35       | 0        | 1        | 0        | -        | -        | 2        | 1        | 0      | 0      | 38   | 0    |
| ナポリ             | 2016-17  | セリエA        | 27       | 0        | 0        | 0        | -        | -        | 4        | 1        | 0      | 0      | 31   | 0    |
| ナポリ             | 2017-18  | セリエA        | 33       | 2        | 1        | 0        | -        | -        | 5        | 1        | 0      | 0      | 39   | 4    |
| ナポリ             | 通算     | 通算           | 133      | 2        | 7        | 2        | -        | -        | 19       | 2        | 1      | 0      | 160  | 6    |
| チェルシー         | 2018-19  | プレミアリーグ | 37       | 2        | 2        | 0        | 3        | 0        | 11       | 0        | 1      | 0      | 54   | 2    |
| チェルシー         | 2019-20  | プレミアリーグ | 31       | 4        | 4        | 0        | 1        | 0        | 7        | 2        | 1      | 1      | 44   | 7    |
| チェルシー         | 2020-21  | プレミアリーグ | 28       | 7        | 2        | 0        | 1        | 0        | 12       | 1        | 0      | 0      | 43   | 8    |
| チェルシー         | 通算     | 通算           | 12       | 2        | 0        | 0        | 5        | 0        | 30       | 1        | 2      | 1      | 141  | 17   |
| 総通算             | 総通算   | 総通算         | 234      | 16       | 12       | 2        | 5        | 0        | 49       | 3        | 5      | 1      | 397  | 34   |

| 国内大会個人成績 | 国内大会個人成績 | 国内大会個人成績 | 国内大会個人成績 | 国内大会個人成績             | 国内大会個人成績 | 国内大会個人成績 | 国内大会個人成績 | 国内大会個人成績 | 国内大会個人成績 | 国内大会個人成績 | 国内大会個人成績 |
| 年度             | クラブ           | 背番号           | リーグ           | リーグ戦                     | リーグ戦         | リーグ杯         | リーグ杯         | オープン杯       | オープン杯       | 期間通算         | 期間通算         |
| 年度             | クラブ           | 背番号           | リーグ           | 出場                         | 得点             | 出場             | 得点             | 出場             | 得点             | 出場             | 得点             |
| イタリア         | イタリア         | イタリア         | イタリア         | リーグ戦                     | リーグ戦         | イタリア杯       | イタリア杯       | オープン杯       | オープン杯       | 期間通算         | 期間通算         |
| ---------------- | ---------------- | ---------------- | ---------------- | ---------------------------- | ---------------- | ---------------- | ---------------- | ---------------- | ---------------- | ---------------- | ---------------- |
| 2011-12          | ヴェローナ       | 19               | セリエB          | 30                           | 2                | 1                | 0                | -                | -                | 31               | 2                |
| 2012-13          | ヴェローナ       | 19               | セリエB          | 41                           | 2                | 3                | 0                | -                | -                | 44               | 2                |
| 2013-14          | ヴェローナ       | 19               | セリエA          | 18                           | 7                | 1                | 0                | -                | -                | 19               | 7                |
| 2013-14          | ナポリ           | 8                | セリエA          | 15                           | 0                | 4                | 1                | -                | -                | 19               | 1                |
| 2014-15          | ナポリ           | 8                | セリエA          | 23                           | 0                | 1                | 1                | -                | -                | 24               | 1                |
| 2015-16          | ナポリ           | 8                | セリエA          | 35                           | 0                | 1                | 0                | -                | -                | 36               | 0                |
| 2016-17          | ナポリ           | 8                | セリエA          | 27                           | 0                | 0                | 0                | -                | -                | 27               | 0                |
| 2017-18          | ナポリ           | 8                | セリエA          | 33                           | 2                | 1                | 0                | -                | -                | 34               | 2                |
| イングランド     | イングランド     | イングランド     | イングランド     | リーグ戦                     | リーグ戦         | FLカップ         | FLカップ         | FAカップ         | FAカップ         | 期間通算         | 期間通算         |
| 2018-19          | チェルシー       | 5                | プレミアリーグ   | 37                           | 2                | 3                | 0                | 2                | 0                | 42               | 2                |
| 2019-20          | チェルシー       | 5                | プレミアリーグ   | 31                           | 4                | 1                | 0                | 4                | 0                | 35               | 4                |
| 2020-21          | チェルシー       | 5                | プレミアリーグ   | 28                           | 7                | 1                | 0                | 2                | 0                | 31               | 7                |
| 2021-22          | チェルシー       | 5                | プレミアリーグ   | 29                           | 6                | 4                | 1                | 4                | 0                | 37               | 7                |
| 2022-23          | チェルシー       | 5                | プレミアリーグ   | 18                           | 2                | 0                | 0                | 1                | 0                | 19               | 2                |
| 2022-23          | アーセナル       | 20               | プレミアリーグ   | 14                           | 0                | 0                | 0                | 0                | 0                | 14               | 0                |
| 2023-24          | アーセナル       | 20               | プレミアリーグ   | 24                           | 0                | 2                | 0                | 1                | 0                | 27               | 0                |
| 2024-25          | アーセナル       | 20               | プレミアリーグ   |                              |                  |                  |                  |                  |                  |                  |                  |
| 通算             | イタリア         | イタリア         | セリエA          | \|\|\|\|\|\|\|\|\|\|\|\|\|\| |                  |                  |                  |                  |                  |                  |                  |
| 通算             | イタリア         | イタリア         | セリエB          | \|\|\|\|\|\|\|\|\|\|\|\|\|\| |                  |                  |                  |                  |                  |                  |                  |
| 通算             | イングランド     | イングランド     | プレミア         | \|\|\|\|\|\|\|\|\|\|\|\|\|\| |                  |                  |                  |                  |                  |                  |                  |
| 総通算           | 総通算           | 総通算           | 総通算           | \|\|\|\|\|\|\|\|\|\|\|\|\|\| |                  |                  |                  |                  |                  |                  |                  |

### 代表
- 国際Aマッチ 46試合 5得点（2016年 - ）

| イタリア代表 | 国際Aマッチ | 国際Aマッチ |
| 年           | 出場        | 得点        |
| ------------ | ----------- | ----------- |
| 2016         | 2           | 0           |
| 2017         | 1           | 0           |
| 2018         | 10          | 1           |
| 2019         | 9           | 3           |
| 2020         | 5           | 1           |
| 2021         | 15          | 0           |
| 2022         | 4           | 0           |
| 通算         | 46          | 5           |

## タイトル

### クラブ
SSCナポリ
- コッパ・イタリア：2013-14
- スーペルコッパ・イタリアーナ：2014

チェルシーFC
- UEFAヨーロッパリーグ：2018-19
- UEFAチャンピオンズリーグ：2020-21
- UEFAスーパーカップ：2021
- FIFAクラブワールドカップ：2022

アーセナルFC
- FAコミュニティ・シールド：1回 (2023)

### 代表
イタリア代表
- UEFA欧州選手権：1回 (2021)

### 個人
- UEFAヨーロッパリーグ優秀選手賞：2018-19
- UEFA EURO 2020大会ベストイレブン：2021
- UEFA欧州最優秀選手賞：2020-21